# Al-Ahli Club (Manama)
Pour les articles homonymes, voir Al Ahly.
Maillots
Actualités
Le Al Ahli Club Manama (en arabe : النادي الأهلي البحريني), plus couramment abrégé en Al Ahli, est un club bahreïni de football fondé en 1936 et basé à Manama, la capitale du pays.

## Palmarès
| Compétitions nationales |
| --- |
| - Championnat de Bahreïn (6) - Champion : 1958-59, 1968-69, 1971-72, 1976-77, 1995-96, 2009-10 - Vice-champion : 1998-99, 2002, 2005-06 - Coupe de Bahreïn (9) - Vainqueur : 1960, 1968, 1977, 1982, 1987, 1991, 2001, 2003, 2024 - Finaliste : 1961, 1964, 1970, 1974, 1979, 1988, 2002, 2006, 2023 - FA Cup (2) - Vainqueur : 2007, 2016, |